# Georg Wittrock (historiker)
Georg Johan Veit Wittrock, född den 9 augusti 1876 i Uppsala, död den 12 januari 1957 i Uppsala, var en svensk historiker. Han var son till Veit Wittrock och far till Ulf Wittrock.
Wittrock avlade 1895 mogenhetsexamen i Stockholm, blev 1903 filosofie kandidat och 1907 licentiat vid Uppsala universitet, 1908 doktor på avhandlingen Carl X Gustafs testamente. Den politiska striden i Sverige 1660 (1908). Wittrock var docent i historia vid Uppsala universitet december 1908–maj 1914 och juni 1915–maj 1917, utnämndes till lektor i modersmålet och historia i Luleå 1913 och till lektor i historia och modersmålet i Västerås 1916. Han upprätthöll historieprofessur i Uppsala vårterminen 1911, läsåren 1913–1914 och från hösten 1920. Han utnämndes 1923 till professor i historia vid Uppsala universitet. Han blev 1924 ledamot av Humanistiska vetenskapssamfundet i Uppsala. 
Bland Wittrocks skrifter märks Karl XI:s förmyndares finanspolitik. I. Gustaf Bondes finansförvaltning och brytningen under bremiska kriget (1914), II. Från blå boken till franska förbundet (1917), Förräderipunkten i Nils Bielkes process (i "Karolinska förbundets årsbok", 1917), Svenska handelskompaniet och kopparhandeln under Gustaf II Adolf (1919), Karl X Gustaf i Polen. Krigsmålet och allianserna (i "Karolinska förbundets årsbok", 1920), Julius Andrássy och Österrike-Ungerns utrikespolitik (i "Historisk tidskrift" 1919), Fördraget i Königsberg och dess förhistoria (i "Karolinska förbundets årsbok", 1921) och Marienburg och Labiau (ibidem 1922). I samlingsverket "Sveriges historia till våra dagar" behandlade Wittrock  Gustav II Adolfs tid.
Georg Wittrock är begravd på Uppsala gamla kyrkogård.